# Tadeusz Gutowski
Tadeusz Gutowski (ur. 13 maja 1918 w Edwardowie, zm. 3 maja 1994) – polski technolog, poseł na Sejm PRL III, IV i V kadencji.

## Życiorys
Uzyskał wykształcenie średnie, z zawodu technik technolog. Pracował na stanowisku ślusarza brygadzisty w Pafawagu we Wrocławiu. W 1961, 1965 i 1969 uzyskiwał mandat posła na Sejm PRL w okręgu Wrocław. Przez trzy kadencje zasiadał w Komisji Komunikacji i Łączności, ponadto w trakcie IV kadencji zasiadał w Komisji Kultury i Sztuki.
Pochowany 18 października 1994 na Cmentarzu Osobowickim.

## Odznaczenia
- Srebrny Krzyż Zasługi
- Medal 10-lecia Polski Ludowej (1955)[2]
- Odznaka 1000-lecia Państwa Polskiego (1966)[3]